# 坪井一宇
坪井一宇（日语：／ Tsuboi Kazutaka */?，1939年7月15日—2020年11月9日），日本政治人物。曾任参议院议员。

## 生平
1939年生于大阪市旭區。1962年3月毕业于关西大学法学部，进入绿十字公司工作。1975年4月当选大阪府议会议员。曾任警察常任委员会委员长、第81任大阪府议会议长、自由民主党大阪府议会议员团干事长、自由民主党大阪府支部联合会副会长等职务。1987年补选为参议院议员。1989年7月在參議院議員通常選舉中落选。1992年7月再次当选参议院议员。1994年9月，任参议院冲绳及北方问题特别委员会委员长。1996年1月，任通商产业省政务次官。1997年9月，任国土厅政务次官。1998年7月在參議院議員通常選舉中落选。2000年6月在眾議院議員總選舉中亦落选。2001年，担任大阪經濟法科大學教养部客座教授。2007年代表国民新党参加参议院议员选举，再次落选。2009年11月获授旭日重光章。2016年3月复归自由民主党。2020年11月9日因呼吸衰竭在大阪市的医院逝世，终年81岁。